# Tamara Vega
Pour les articles homonymes, voir Véga (homonymie).
Tamara Vega Arroyos, née le 15 mars 1993 à Ciudad Juárez, est une pentathlonienne mexicaine.

## Palmarès
| Discipline/Année                         | 2010 | 2011 | 2012 | 2013 | 2014 | 2015 | 2016 |
| ---------------------------------------- | ---- | ---- | ---- | ---- | ---- | ---- | ---- |
| Jeux olympiques Individuel               | -    | -    | 36e  | -    | -    | -    | 11e  |
| Championnats du monde seniors Individuel | -    | -    | -    | -    | -    | -    | -    |
| Championnats du monde seniors Équipe     | -    | -    | -    | -    | -    | -    | -    |
| Championnats du monde seniors Relais     | -    | -    | -    | -    | -    | -    | -    |
| Jeux panaméricains Individuel            | -    | 3e   | -    | -    | -    | 2e   | -    |

Ce palmarès n'est pas complet